# فيتالي ليستسوف
فيتالي ليستسوف (بالروسية: Лысцов, Виталий Александрович)‏ (11 يوليو 1995 بفارونيش في روسيا - ) هو لاعب كرة قدم روسي في مركز الدفاع. شارك مع منتخب روسيا تحت 16 سنة لكرة القدم ‏ ومنتخب روسيا تحت 17 سنة لكرة القدم ومنتخب روسيا تحت 18 سنة لكرة القدم ‏ ومنتخب روسيا تحت 19 سنة لكرة القدم ومنتخب روسيا تحت 21 سنة لكرة القدم. أما مع النوادي، فقد لعب مع لوكوموتيف موسكو ويو دي ليريا وS.L. Benfica B ‏.

## وصلات خارجية
- فيتالي ليستسوف على موقع الاتحاد الأوربي (الإنجليزية)
- فيتالي ليستسوف على موقع قاعدة بيانات كرة القدم.إي يو (الإنجليزية)
- فيتالي ليستسوف على موقع Soccerway.com (الإنجليزية)
- فيتالي ليستسوف على موقع عالم كرة القدم.نت (الإنجليزية)
- فيتالي ليستسوف على موقع AS.com (الإسبانية)